# 최근식
최근식(1981년 4월 25일 ~ )은 대한민국의 전직 축구 선수이다. 현역 시절 포지션은 공격수였다.